# Armenische Staatliche Pädagogische Universität

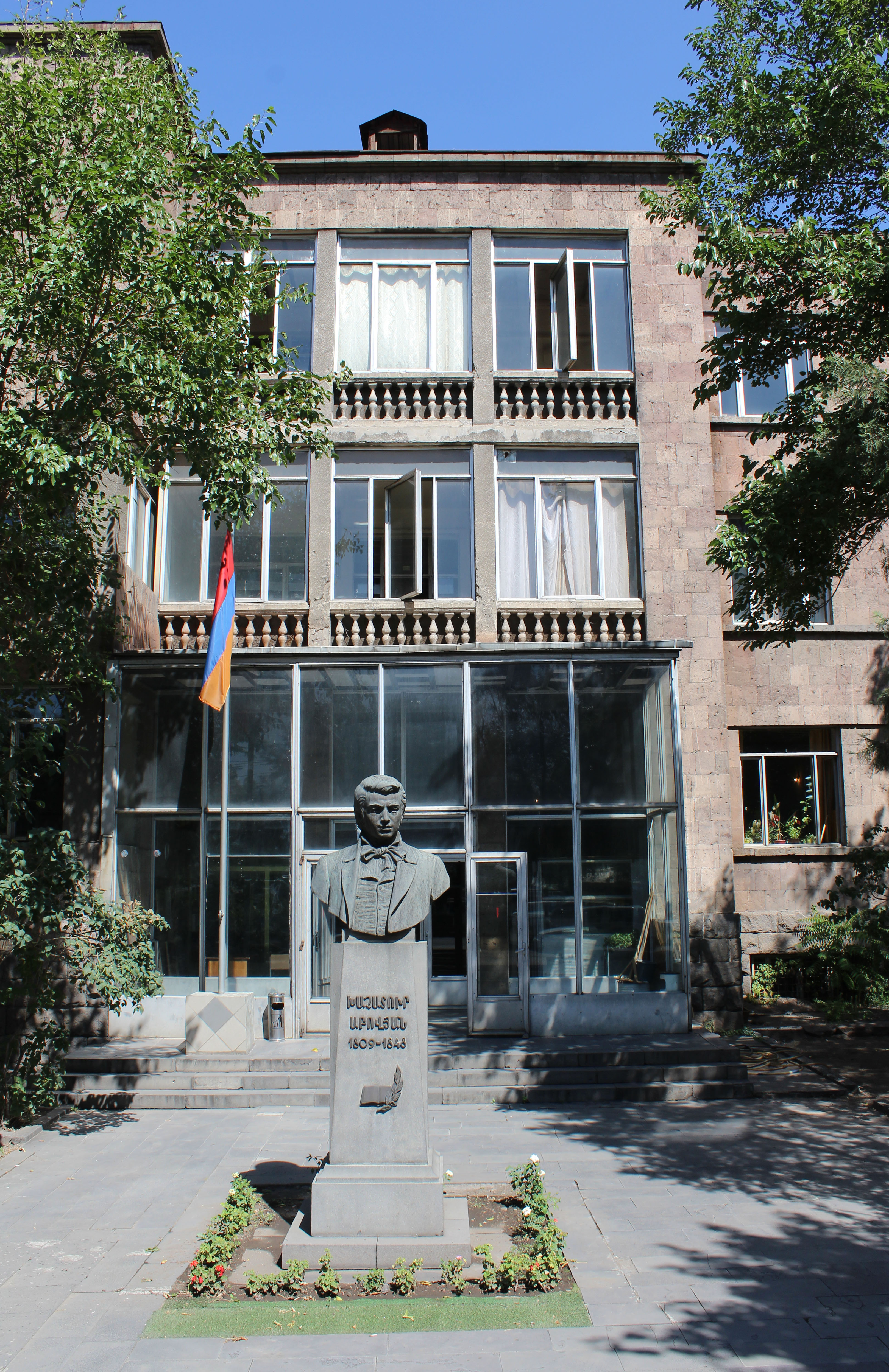
Statue von Chatschatur Abowjan im Hof der Universität

Die Armenische Staatliche Pädagogische Universität „Chatschatur Abowjan“ (ASPU) ist eine staatliche Universität in Jerewan, der Hauptstadt der Republik Armenien. Gegründet wurde die Universität am 7. November 1922 und wurde 1948 nach Chatschatur Abowjan benannt.

## Fakultäten
Die Universität verfügt (Stand 2019) über folgende Fakultäten:
- Philologische Fakultät
- Fakultät für Geschichts- und Rechtswissenschaften
- Grundschulpädagogische Fakultät
- Sonderpädagogische Fakultät
- Fakultät für Pädagogische Psychologie und Soziologie
- Fakultät für Mathematik, Physik und Informatik
- Fakultät für Biologie, Chemie und Geographie
- Fakultät für Fremdsprachen
- Kunstpädagogische Fakultät
- Fakultät für Kulturelle Bildung